# Институт за изследвания на климата, атмосферата и водите
Институтът за изследвания на климата, атмосферата и водите е научно звено в научно-изследователското направление по климатични промени, рискове и природни ресурси на Българската академия на науките. Институтът извършва фундаментални и приложни изследвания в областта на климатичните промени, климата, физикохимичните процеси в атмосферата, управлението и опазването на водите. Разработват се теоретични подходи и приложни инструменти за устойчиво ползване и опазване на водните ресурси в България в условията на променящ се климат. Институтът подпомага институциите в България в търсенето на решения на комплексните проблеми при управлението на водите.